# Albert Arnz

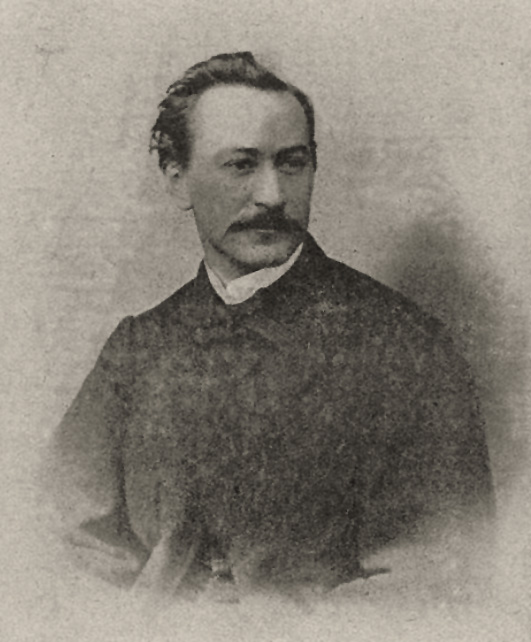
Landschaftsmaler Albert Arnz im 53. Lebensjahr

Bertram Bernhard Albert Arnz (* 24. Januar 1832 in Düsseldorf; † 9. September 1914 ebenda) war ein deutscher Landschaftsmaler der Düsseldorfer Schule.

## Leben und Familie
Arnz, Sohn von Maria Catharina Carolina und Heinrich Arnz (1785–1854), eines bekannten Düsseldorfer Verlagsbuchhändlers und Druckereibesitzers (Lithographische Anstalt Arnz & Comp.),  studierte 1854 bis 1860 Malerei an der Kunstakademie Düsseldorf bei Andreas und Oswald Achenbach. Mit Letzterem, der 1851 durch Heirat von Julie Arnz (1827–1896) sein Schwager geworden war, reiste er mehrmals nach Italien. Vom 2. Juli bis 19. Oktober 1857 hielt er sich in Rom auf. Ein anderer Schwager, Gatte der Schwester Marie Anna Fernandine (* 1829), war der Düsseldorfer Italienmaler Albert Flamm. Ein dritter Schwager, der Arnz’ älteste Schwester Marie (* 1825) geheiratet hatte, war der Historienmaler Joseph Fay. Brüder von Arnz waren August (* 1813), der bis zu seinem Tod im Jahre 1846 Geschäftsführer der Leidener Filiale von Arnz & Comp. war, Carl (* 1821), ebenfalls Geschäftsführer bei Arnz & Comp., sowie Otto (* 1823), der wie Albert ein Landschaftsmaler wurde, aber intensive Kontakte zum realistisch orientierten Künstlerkreis der Akademie unterhielt, schließlich Friedrich (* 1826), der 1851 die Schwester Antonetta Josepha des Düsseldorfer Porträt- und Genremalers Philipp Schmitz (1824–1887) heiratete. Neffen von Arnz waren der Tiermaler Ludwig Fay, der Fahrsportler Benno von Achenbach und der Schiffbauingenieur Oswald Flamm. Albert Arnz war Mitglied im Künstlerverein Malkasten, an dessen Aufführungen „lebender Bilder“ er sich 1875 beteiligte. Das Adreßbuch der Oberbürgermeisterei Düsseldorf 1865 verzeichnete seinen Wohnsitz in der Goltsteinstraße 13, in unmittelbarer Nachbarschaft zu Oswald Achenbach, welcher in Haus Nr. 9 wohnte. Für das Jahr 1889 war seine Adresse in der Schadowstraße 52 verzeichnet.

## Werke (Auswahl)

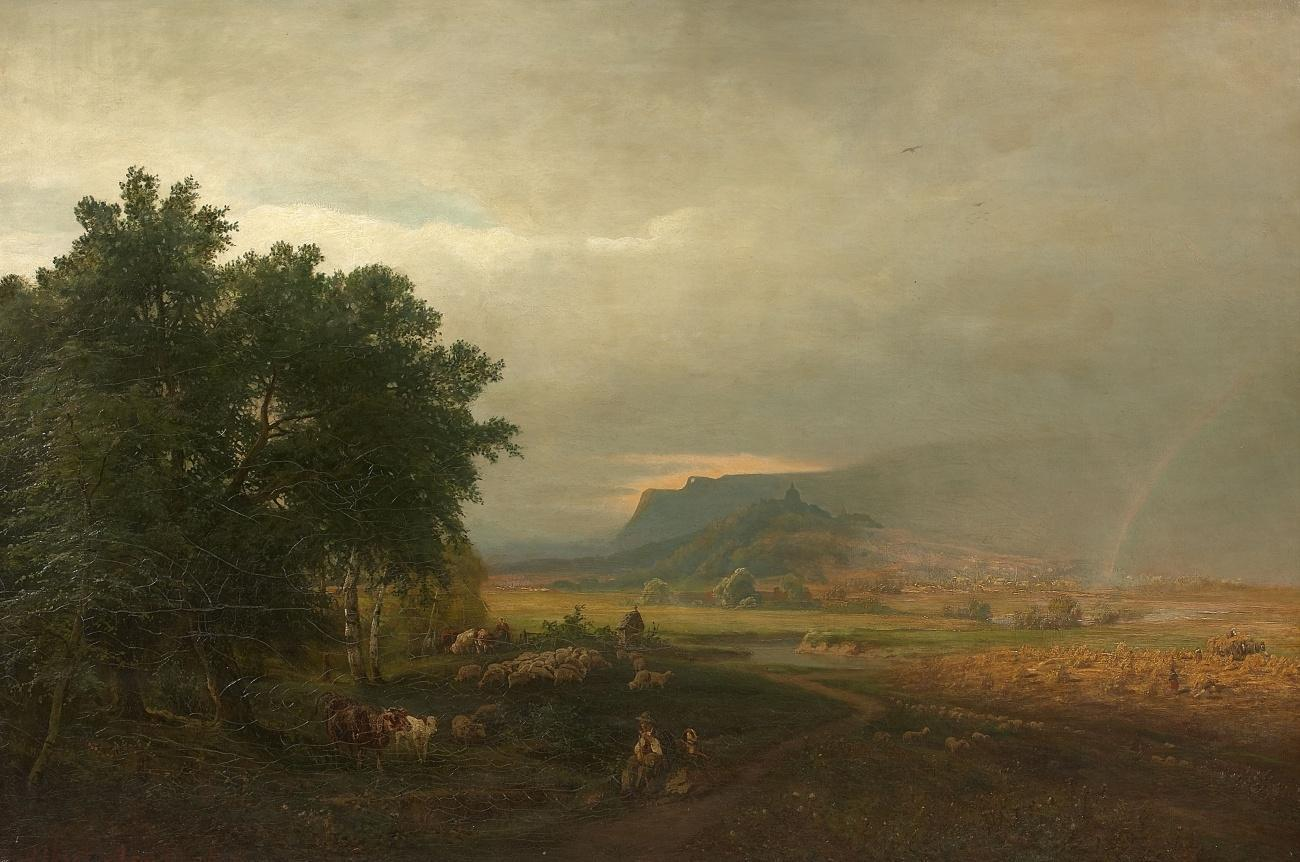
Blick auf die Burg Regenstein im Harz

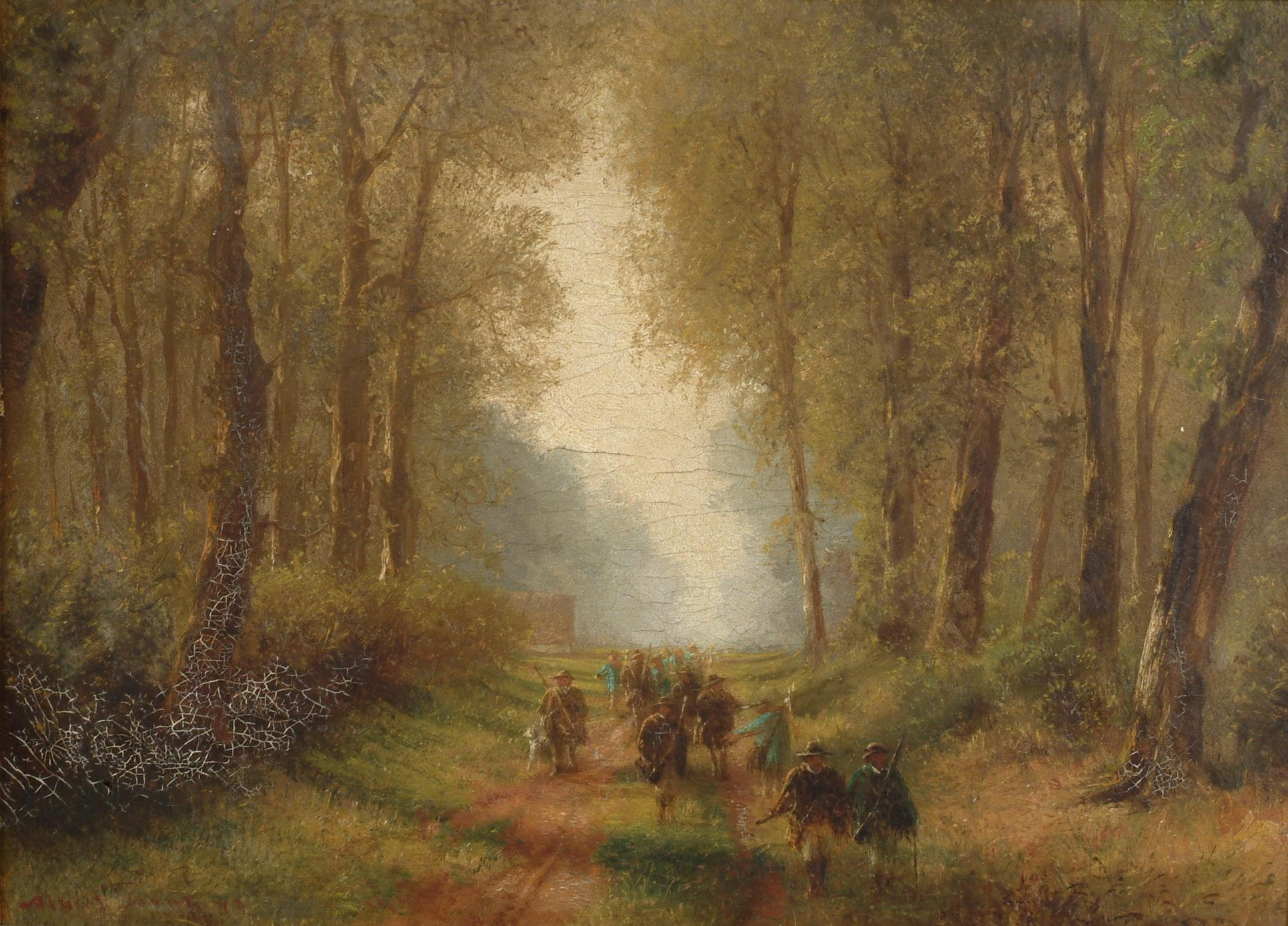
Jagdgesellschaft auf einem Waldweg, 1879

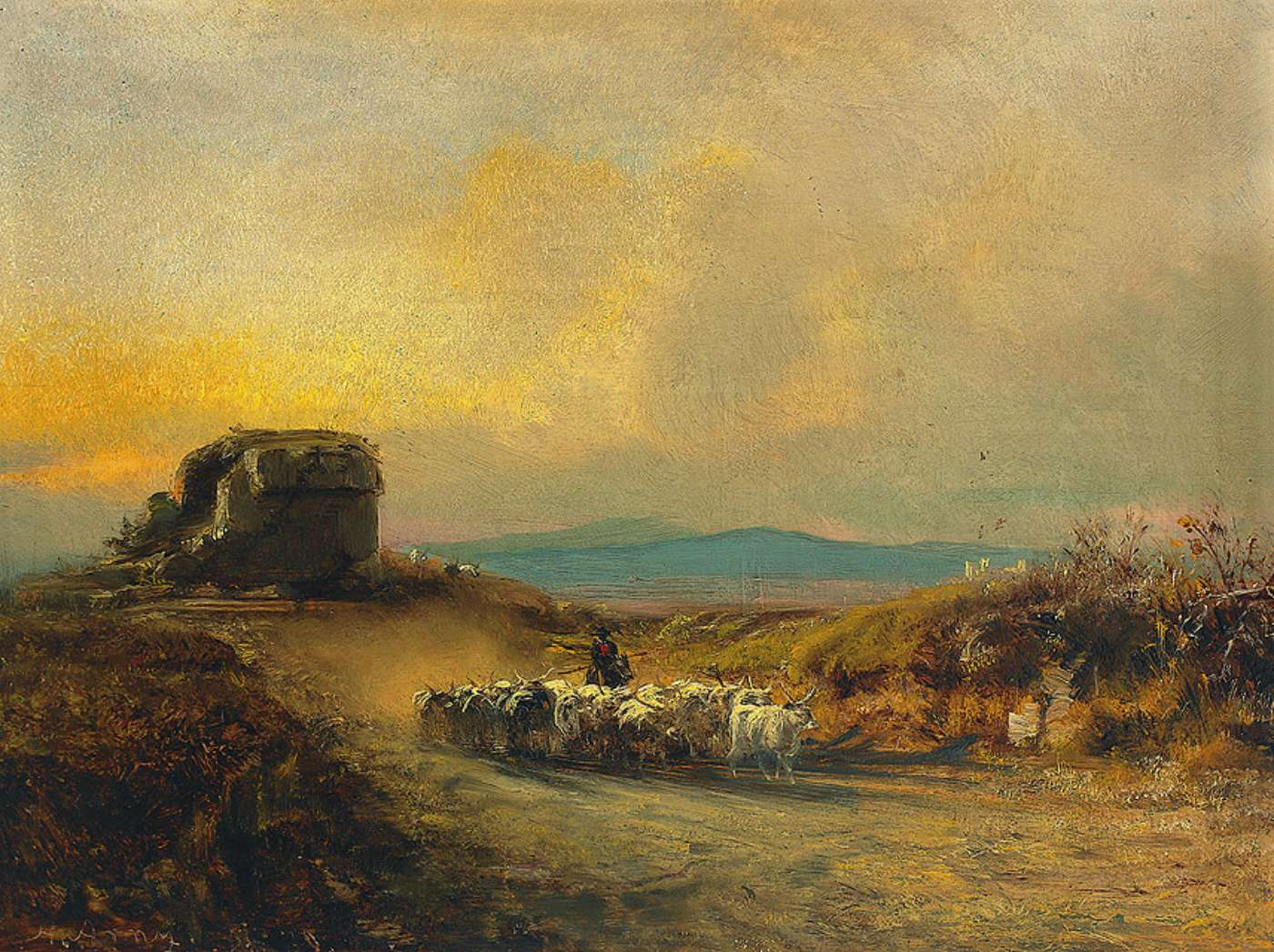
Heimkehrende Langhornrinder in der Campagna Romana, 1879

Arnz malte stimmungsvolle Landschaften in Deutschland, Italien und der Schweiz. Seine Bilder zeigen Kunstauffassungen der Düsseldorfer Schule, viele eine Verwandtschaft zur Malerei seines Lehrers Oswald Achenbach, insbesondere durch eine effektvolle, die Atmosphäre steigernde Behandlung von Licht und Farbe.
- Blick auf die Burg Regenstein im Harz
- Schweizer Landschaft
- Waldlandschaft mit Schafherde
- Ruinen des alten Rom, 1869
- Das Kolosseum
- Strand bei Neapel, 1871
- Jagdgesellschaft auf einem Waldweg, 1879
- Heimkehrende Langhornrinder in der Campagna Romana (Abendstimmung), 1879
- Der Venustempel von Baiae am Golf von Neapel, 1897
- Engelsbrücke in Rom mit Engelsburg und Petersdom, 1902